# 山本太郎 (医師)
山本 太郎（やまもと たろう、Taro YAMAMOTO）は、日本の医師、医学者。学位は博士（医学）（長崎大学・1995年）、博士（保健学）（東京大学・1998年）。長崎大学熱帯医学研究所 国際保健学分野 教授。天皇・皇后への新型コロナウイルスなど感染症の進講役も務める。主たる業績としては、新興感染症対策に「共生・共存」という新たなパラダイムを提唱したことが挙げられる。

## 略歴
- 1964年、広島県に生まれる。忠海東、忠海西小学校、忠海中学を経て、1982年、広島県立竹原高等学校を卒業。学生時代は漕艇部に所属し七年間ボート漬けの生活を送る。1990年、長崎大学医学部卒業。卒業後は市立札幌病院救急部の医師として勤務（臨床研修）。1995年、成人T細胞白血病ウイルスに関する研究で長崎大学大学院医学研究科修了、博士（医学）を取得。その後東京大学大学院に進学し、1998年修了、博士（保健学）取得。
- 1998年、長崎大学熱帯医学研究所・助手となり、翌年JICAより感染症対策プロジェクトのチーフ・アドバイザーとして、アフリカ南部のジンバブエ国保健省へ派遣される。
- 2000年、ジンバブエより帰国し京都大学大学院医学研究科社会健康専攻国際保健学分野・助教授となる。主な研究分野はHIV /エイズ。
- 2002年、ハーバード大学・特別研究員（武見フェロー）
- 2003年、コーネル大学医学部・感染症内科客員准教授となり、西半球の最貧国ハイチのカポジ肉腫・日和見感染症研究所へ派遣される。ハイチでは、クーデター後の混乱に巻き込まれ、半内戦下に１ヶ月を過ごす。
- 2004年 - 2007年、ハイチから帰国後、外務省国際協力局にて課長補佐として働く。日本の国際保健政策の立案や新型インフルエンザ対応に従事する。
- 2007年ー2024年、長崎大学熱帯医学研究所・国際保健学分野・主任教授。
- 2012年 - 大連医科大学・客員教授
- 2015年 - 福建医科大学・客員教授
- 2024年、長崎大学名誉教授。一人ひとりの患者の「小さくても大切な物語」に向き合うため長崎大学を早期退職し、一人の医師として働くことを決意したという。

アフリカ、ハイチなど多くの途上国で感染症対策に従事する。

### 所属学会
- 日本熱帯医学会
- 日本結核病学会
- 日本登山医学会
- 日本公衆衛生学会
- 日本生理人類学会
- 日本集団災害医療学会
- 日本国際保健医療学会

ほか

## 著書
- 『国際保健学講義』学会出版センター 1999
- 『新型インフルエンザ 世界がふるえる日』岩波新書 2006
- 『ハイチいのちとの闘い 日本人医師の300日』昭和堂 2008
- 『感染症と文明 共生への道』岩波新書 2011
- 『抗生物質と人間 マイクロバイオームの危機』岩波新書 2017
- 『疫病と人類　新しい感染症の時代をどう生きるか』朝日新書 2020

### 翻訳
- Jaap Goudsmit『エイズ ウイルスの起源と進化』学会出版センター 2001
- ヨハン・ギセック『感染症疫学 感染性の計測・数学モデル・流行の構造』門司和彦共訳 昭和堂 2006 新版2020
- ジャック・ペパン『エイズの起源』みすず書房 2013
- マーティン・J・ブレイザー『失われてゆく、我々の内なる細菌』みすず書房 2015
- マイケル・L・パワー, ジェイ・シュルキン『人はなぜ太りやすいのか 肥満の進化生物学』みすず書房 2017
- ジョン・スノウ『コレラの感染様式について』岩波文庫 2022